# Taepyeongso

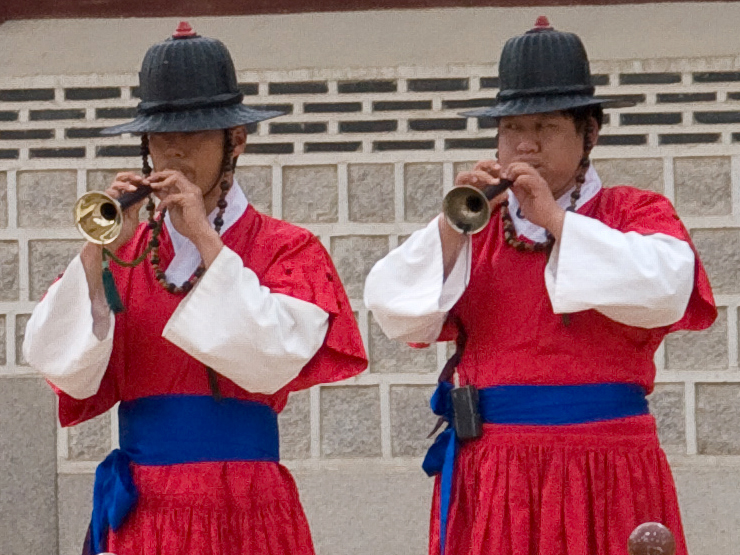
Ejecutantes de Taepyeongso frente al Gyeongbokgung.

El taepyeongso (literalmente "gran instrumento de viento de paz"; también denominado hojok, hojeok 호적 胡笛, nallari, o saenap, 嗩吶) es un instrumento musical de viento coreano de doble lengüeta de la familia del shawm y oboe, probablemente un descendiente de la zurna persa y muy relacionado con la suona china. Posee un cuerpo cónico de madera fabricado con madera de yuja (cítrico), daechu (jinjól), o mora amarilla, con una boquilla metálica y una campana metálica en forma de taza. Pasó desde Corea a China durante el período Goryeo (918 – 1392). 
El fuerte y penetrante sonido que produce ha hecho que su uso permanezca limitado a la música folclórica de Corea (especialmente "la música de bandas de granjeros") y a las bandas de desfile, estas últimas desfilando para la realeza en un género denominado daechwita. Sin embargo es utilizado en pequeñas dosis en otros géneros, incluidos los rituales musicales del confucianismo, budismo y shamanismo y música neo-tradicional y de fusión.